# Victoriano Guisasola y Menéndez
Victoriano Guisasola y Menéndez (ur. 21 kwietnia 1852 w Oviedo, zm. 2 września 1920 w Toledo) – hiszpański duchowny katolicki, arcybiskup Toledo, kardynał, prymas Hiszpanii. 

## Życiorys
Święcenia kapłańskie przyjął w 1876 roku. Studiował na Uniwersytecie w Oviedo i tam uzyskał licencjat z teologii i doktorat z prawa kanonicznego. Profesor prawa kanonicznego w seminarium duchownym w Ciudad Real w latach 1876–1882. Kanclerz-sekretarz biskupa Orihuela w latach 1882–1884. Wikariusz generalny Orihuela w latach 1884–1886. W latach 1886–1893 kanonik katedry w Santiago de Compostela. 15 czerwca 1893 roku otrzymał nominację na biskupa Osma. Konsekrowany 1 października 1893 roku w katedrze Santiago de Compostela przez abp. José María Martín de Herrera y de la Iglesia arcybiskupa Santiago de Compostela. 19 kwietnia 1897 roku przeniesiony na biskupa diecezji Jaén, a 16 grudnia 1901 roku przeniesiony na biskupa diecezji Madrid-Alcalá. 14 grudnia 1905 roku podniesiony do godności arcybiskupa metropolity Walencji, zaś 1 stycznia 1914 roku przeniesiony na stolicę metropolii i prymasów Hiszpanii w Toledo. Na konsystorzu 25 maja 1914 roku papież Pius X wyniósł go do godności kardynalskiej z tytułem kardynała prezbitera Santi Quattri Coronati. Brał udział w konklawe 1914, na którym wybrano na papieża Benedykta XV. Zmarł 2 września 1920 roku w Madrycie. Pochowano go w kaplicy seminarium duchownego w Toledo.